# Risate di gioia
Risate di gioia és una pel·lícula de 1960 dirigida per Mario Monicelli i protagonitzada per Totò i Anna Magnani.
És l'única pel·lícula en què Anna Magnani i Totò actuen junts. El tema està extret de dos contes, Le risate di gioia i Ladri in chiesa, publicats als Racconti romani d’Alberto Moravia.

## Argument
Gioia i Umberto es coneixen des de fa vint anys. Ella fa de genèrica a Cinecittà, mentre ell viu dels seus expedients (en particular, fa falsificacions d'accidents per cobrar l'assegurança d'accidents, de la qual pren el sobrenom d'Infortunio). La nit de Cap d'Any és convidada a un sopar amb amics, que tanmateix supersticiosament no volen passar la festa en tretze: la deixaran sola a piazza Esedra, i descobreix que ells estarien amb ella només tretze anys. Ell està implicat com el company d'un petit lladre, Lello, que, pressionat pels deutes, vol robar als participants distrets a les festes de Cap d'Any.
Els dos es troben per casualitat just a la festa escollida per Lello per al seu cop, però Umberto, que s'avergonyeix, no li confessa el veritable motiu pel qual és allà. Aleshores, Gioia s'uneix a ell i guanya un premi al sorteig de la festa: això els dona l'oportunitat d'actuar davant del públic, en un duet en el qual canten Geppina Gepì, una cançó variada, presumint de ser grans artistes de l'aixecament de cortines. Pressionat per la insistència de Lello, que vol robar alguna cosa a qualsevol preu, Umberto intenta escapar-se'n, marxant juntament amb la desprevinguda Gioia

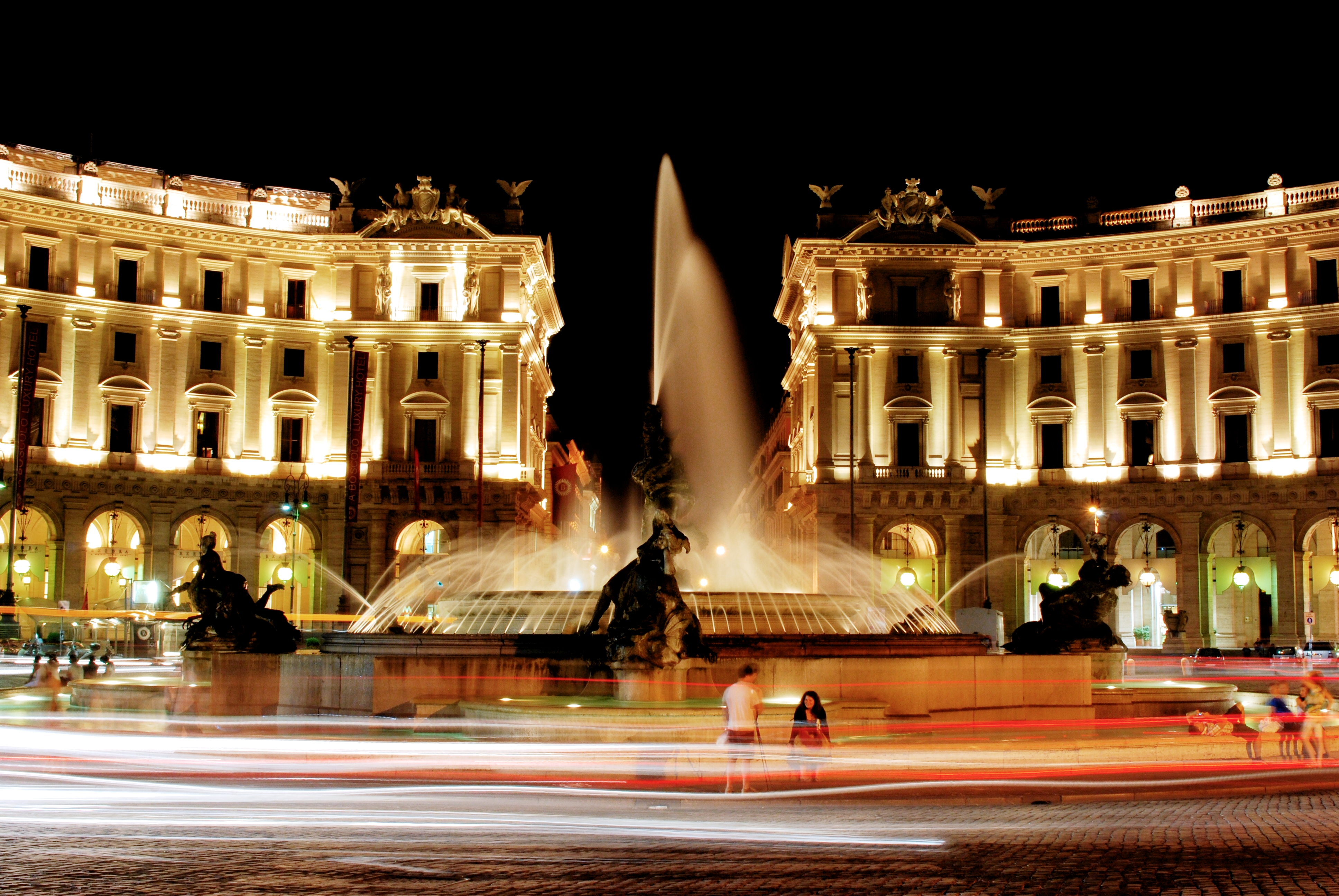
Piazza della Repubblica – que durant el rodatge de la pel·lícula encara s’anomenava piazza Esedra – on és ambientada una de les escenes inicials de Risate di gioia

Passejant pels carrers, els dos es troben per casualitat amb els amics de Gioia en un restaurant i s'uneixen a ells per sopar. Aquí, però, descobreix consternada el motiu pel qual primer va ser convidada i després abandonada, mentre troba en Lello, que el pressiona perquè l'ajudi en els robatoris. Tots dos marxen i en Lello aconsegueix desfer-se de Gioia, fent-la pujar sola al Metro, que la portarà al dipòsit llunyà.
Lello i Umberto entren en una altra festa i aquí es posen d'acord amb dues figures, la Milena i el seu xicot explotador, per robar un ric estatunidenc, visiblement borratxo, a qui la noia ha aconseguit enganxar. Gioia, després de tornar per sort a la ciutat, els torna a trobar i, encara desconeguda del veritable paper d'Umberto, marxa, perseguida pels quatre, amb el ric estatunidenc. La condueix a la fontana de Trevi on es vol banyar, així que comença a despullar-se, però la Gioia truca a la policia que arresta l'americà.
Un cop desapareguda també aquesta possibilitat de robatori, Lello i Umberto es troben de nou vagant juntament amb Gioia per la ciutat en festa. Després d'haver simulat un accident, s'allotgen en una vil·la elegant on està en marxa una festa d'alemanys rics i on Lello veu nombrosos objectes preciosos per ser robats. Comença a festejar Gioia, amb l'objectiu d'utilitzar la seva bossa per poder treure la mercaderia robada. La dona accepta ingènuament aquells avenços, malgrat les advertències d'Umberto que l'adverteix sobre les intencions reals de Lello fins al punt que sorgeix una baralla entre ells, arran de la qual es descobreix la mercaderia robada. Aleshores, els alemanys els expulsen a tots tres de la vil·la de mala manera.
A l'alba en Lello, frustrat per tots els fracassos, discuteix amb Gioia i marxa. La dona i l'Umberto, per refugiar-se d'un xàfec sobtat, entren a una església. Aquí Gioia veu a Lello agenollat davant la imatge de la Mare de Déu i s'enganya que ell és allà per pregar, però després s'adona que, en canvi, acaba de robar el preciós collaret que adorna l'estàtua. Gioia s'horroritza pel sacrilegi i bloqueja a Lello, que però aconsegueix escapar, mentre és acusada del robatori.
Gioia surt de la presó vuit mesos després, el 15 d'agost. L'Umberto l'està esperant. Els dos, sense diners, marxen a peu cap al Lungotevere encara fantasejant amb èxits improbables de l'espectacle.

## Repartiment
- Totò: Umberto Pennazzuto dit Infortunio
- Anna Magnani: Gioia Fabricotti dita Tortorella
- Ben Gazzara: Lello
- Fred Clark: nord-americà borratxo
- Edy Vessel: Milena
- Toni Ucci: amic de la Milena
- Mac Ronay: Alfredo, el conductor del metro
- Leopoldo Valentini: controlador de metro
- Carlo Pisacane: l'avi de Gioia
- Rik Van Nutter: aristòcrata alemany
- Kurt Polter: jove alemany
- Dori Dorika: dona robada al ball
- Gianni Bonagura: presentador del partit
- Marcella Rovena: propietària de la pensió
- Gina Rovere: Mimi
- Peppino De Martino: Tapisser Colombini
- Alberto De Amicis: amic de Colombini
- Mara Ombra: noia de la festa del restaurant
- Nino Marchetti: amic de la festa al restaurant
- Elena Fabrizi: amiga de la festa al restaurant
- Fanfulla: Spizzico

## Producció

### Gènesi de la pel·lícula
Segons Matilde Hochkofler Risate di gioia va néixer d'una disputa legal: al febrer 1959 Magnani va demandar al productor Sandro Pallavicini demanant una indemnització de 59 milions de lires per un contracte de 1956 que no es va respectar. A continuació, els dos acorden la realització d'una pel·lícula titulada Il pulcino, però no es va considerar comercialment viable i va ser substituïda pel guió de Risate di gioia. Després de molts ajornaments, també pels compromisos nord-americans de Magnani, la pel·lícula es va fer finalment el 1960.
Inicialment es va considerar com a director Comencini, però al final es va negar. Mentre els interiors de la pel·lícula es van produir a les fàbriques de Titanus, els exteriors es van rodar gairebé completament de la nit (a part de les escenes finals al Lungotevere). El rodatge va començar el 3 de maig de 1960 i va durar uns 40 dies, però el treball de la tripulació es va veure frenat per un accident que va implicar Magnani que es va trencar el braç durant el rodatge ambientat a la Basilica di Sant' Andrea della Valle (una de les darreres escenes de la pel·lícula) i va haver de romandre quieta durant uns 15 dies.

### Càsting
Va ser la mateixa Magnani qui va suggerir que el paper del petit lladre Lello es confiés a Ben Gazzara, un jove actor d'origen italià que havia conegut a Hollywood.
Inicialment Anna Magnani no volia formar parella amb Totò. «Quan li vaig dir a la Magnani –va dir el director Mario Monicelli– que havia pensat en Totò pel paper de la seva parella (…) ella no el volia en absolut…. Va ser molt lamentable, perquè pensava que això la desqualificaria».
Segons Giancarlo Governi «L'actitud de Magnani és comprensible: acaba de guanyar un premi Oscar, Totò en canvi es va mantenir lligat a un cinema que es considera provincial». Els dos actors havien treballat junts durant molt de temps en varietatd, fins i tot en el període d'abans de la guerra i el duet de Geppina Gepì -una escena filmada al Casino d'Anzio-. és un homenatge a la seva època, de la qual, malauradament, no en queda cap evidència visual.

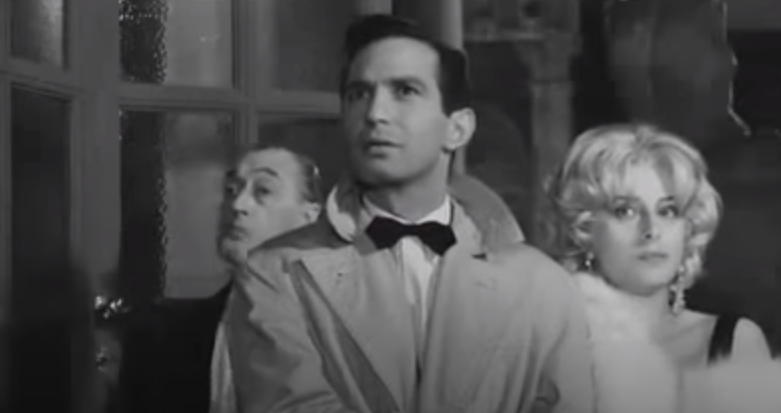
Totò, Anna Magnani i Ben Gazzara en una de les escenes finals de la pel·lícula

Tot i la resistència inicial de Magnani, els dos actors van treballar de bon acord. «Entre Anna Magnani i Totò - va dir Furio Scarpelli, un dels guionistes - hi va haver un concurs benèvol, sense cap malícia, per veure qui deia més bajanades».

## Taquilla
Risate di gioia va recaptar 206 milions de lires. Des del punt de vista comercial, doncs, l'obra no va tenir èxit. La mateixa Magnani la considerava «[…] una pel·lícula lletja i equivocada. Havia pactat amb Monicelli per fer un bon paper; el resultat va ser Risate di gioia, una pel·lícula també comercialment equivocada (...)». Tanmateix, l'artista es va negar a presentar-se com a responsable del fracàs: «a Itàlia hi ha un sistema estrany: quan la pel·lícula no arriba, la culpa és de l'actriu».
Segons Monicelli (que va venir a rodar aquesta pel·lícula després del considerable èxit obtingut amb I soliti ignoti el 1958 i La gran guerra el 1959) «la Magnani era un gran nom, erò la gent no l'ha anat a veure. Contràriament Totò tenia mal nom però la gent anava als cinemes. El públic tenia una mica de prejudicis contra Magnani; havia fet pel·lícules a Amèrica que havien decebut la gent..."

## Crítica
Fins i tot la crítica, així com el públic, van acollir la pel·lícula amb algunes reserves, tot i que van reconèixer el valor dels intèrprets. «Un accident honorable i decent de Monicelli, que barreja comèdia i amargor, crepuscle i sàtira de costums, amb habilitat», va escriure Morandini.
Leo Pestelli la defineix com una «pel·lícula salada de superfície còmica i regust amarg […] Magnani molt bona per donar color patètic al personatge. Totò perfila la seva caricatura humana de guanyador amb mesura. Però la pel·lícula, si té la incrustació i sovint la vena de I soliti ignoti, no en té l'esveltesa i d'un episodi a l'altre deixa entrar quelcom feixuc i cansat».
Per al Corriere della Sera «la pel·lícula té capítols d'èxit desigual: la part inicial està encertada […] la segona és més forçada. Naturalment, Magnani sobresurt. Pel que fa a Totò, el personatge s'hauria prestat a un personatge més diferenciat». «Un conte de fades d'Any Nou, tal com la defineix A.S. al Corriere di Informazione del 14 ottobre 1960 melancòlic i una mica amarg. Així, per riure, la pel·lícula fins i tot aconsegueix fer-nos reflexionar, encara que sovint es limiti a l'enunciat i la broma. Magnífica interpretació de Magnani; A la llum blanca de mitjans d'agost, amb un barret de palla al cap, Totò sembla Trilussa».

## Llegat
L'escena del duet Totò - Magnani amb la cançó Geppina Geppì va ser seleccionada per a una pel·lícula de muntatge de 1975, un revival dels anys 50.
53 anys després de la seva estrena, el 9 de desembre de 2013, la pel·lícula va tornar als cinemes, en una versió totalment restaurada, creada per Cineteca di Bologna, per Titanus i per Rai Cinema.